# 意外
| ウィキペディアには「意外」という見出しの百科事典記事はありません（タイトルに「意外」を含むページの一覧/「意外」で始まるページの一覧）。 代わりにウィクショナリーのページ「意外」が役に立つかもしれません。 |